# Pai Hsien-yung

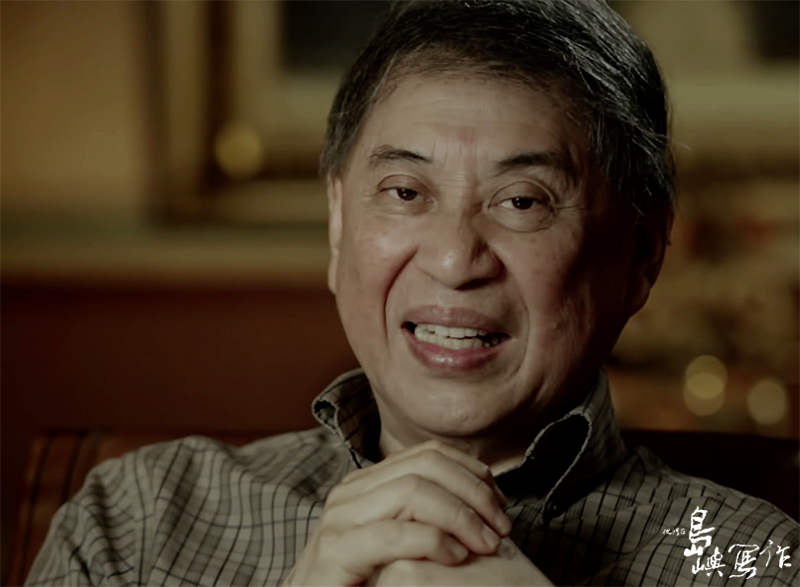

Pai Hsien-yung (Chinees: 白先勇; Hanyu pinyin: Bái Xiānyǒng, Guilin, 11 juli 1937), Engelse roepnaam Kenneth, is een Taiwanese schrijver. Hij werd geboren in Guilin in de Chinese provincie Guangxi, waar op dat moment de Tweede Chinees-Japanse Oorlog woedde en vervolgens de Chinese Burgeroorlog. Zijn vader was de bekende Kwomintang-generaal Pai Chung-hsi, door Pai later beschreven als een “strenge, confucianistische vader” met “enige mildere plekken in zijn hart”. Pai kreeg als zevenjarige de diagnose tuberculose en werd om die reden ondergebracht in een apart huis, gescheiden van zijn broers en zussen. Hij woonde met zijn familie in Chongqing, Shanghai en Nanjing tot het gezin in 1948, toen de Communisten de Burgeroorlog begonnen te winnen, verhuisde naar het door de Britten beheerste Hongkong. In 1952 vestigde het gezin zich in Taiwan. 
In 1963 vervolgde Pai zijn studie in de Verenigde Staten en vestigde zich daar.

## Belangrijkste werken
Pai’s bekendste werk is Mensen van Taipei (臺北人 Táiběirén, 1971). Hierin mengt hij literair Chinees en experimentele technieken. De titel verwijst naar James Joyce' Dubliners, maar anders dan de Dubliners zijn Pai's 'mensen van Taipei' niet geboren en getogen in hun stad: ze zijn ze met het einde van de Chinese burgeroorlog naar Taiwan gevlucht en daar gestrand.
Een ander werk is Jongens van glas (孽子 Nièzǐ, 1983), een roman rond een groep homoseksuele jongens in het Nieuwe Park in Taipei. Achterliggende thema's zijn vader-zoonverhoudingen en de moeizame relatie tussen Taiwan en de Volksrepubliek China.
- Bibsys: 90360464
- Bibliothèque nationale de France: cb12072671j (data)
- CiNii: DA04987737
- Gemeinsame Normdatei: 119010321
- International Standard Name Identifier: 0000 0001 2147 879X
- Library of Congress Control Number: n81047202
- Bibliotheek van het Japanse parlement: 00314423
- Nationale Bibliotheek van Tsjechië: jx20060512001
- Nationale bibliotheek van Australië: 36604659
- Nationale Bibliotheek van Israël: 987007596870005171
- Nederlandse Thesaurus van Auteursnamen: 072189770
- Réseau des bibliothèques de Suisse occidentale: 02-A000015388
- Istituto Centrale per il Catalogo Unico: UBOV624249
- Système universitaire de documentation: 02901073X
- Virtual International Authority File: 111462018
- WorldCat: E39PBJp4YXYmdKkh6Vc4vFCbBP